# Halowe Mistrzostwa Świata w Lekkoatletyce 1997 – trójskok kobiet
Trójskok kobiet – jedna z konkurencji rozgrywanych podczas halowych mistrzostw świata w lekkoatletyce w 1997. Eliminacje miały miejsce 7 marca, finał zaś odbył się 8 marca.
Udział w tej konkurencji brały 22 zawodniczki z 17 państw. Zawody wygrała reprezentantka Rosji Inna Lasowska. Drugą pozycję zajęła zawodniczka z Wielkiej Brytanii Ashia Hansen, trzecią zaś reprezentująca Czechy Šárka Kašpárková.

## Wyniki

### Eliminacje
Źródło: 
Grupa A
| Miejsce | Zawodniczka        | Państwo           | Podejście | Podejście | Podejście | Wynik końcowy | Uwagi |
| Miejsce | Zawodniczka        | Państwo           | #1        | #2        | #3        | Wynik końcowy | Uwagi |
| ------- | ------------------ | ----------------- | --------- | --------- | --------- | ------------- | ----- |
| 1.      | Ashia Hansen       | Wielka Brytania   | 14,24     |           |           | 14,24         |       |
| 2.      | Cristina Nicolau   | Rumunia           | 13,75     |           | 14,23     | 14,23         | PB    |
| 3.      | Inna Lasowska      | Rosja             | X         | 14,06     |           | 14,06         |       |
| 4.      | Tereza Marinowa    | Bułgaria          | 13,90     |           |           | 13,90         |       |
| 5.      | Yamilé Aldama      | Kuba              | 13,82     |           |           | 13,82         |       |
| 6.      | Gundega Sproģe     | Łotwa             | 13,48     | 13,68     | 13,62     | 13,68         |       |
| 7.      | Dorthe Jensen      | Dania             | 13,09     | 13,58     | X         | 13,58         | NR    |
| 8.      | Galina Czistiakowa | Słowacja          | 13,30     | 12,89     | 13,46     | 13,46         |       |
| 9.      | Niambi Dennis      | Stany Zjednoczone | 13,09     | 12,72     | 13,37     | 13,37         |       |
| 10.     | Sylvie Borda       | Francja           | 13,00     | X         | 13,09     | 13,09         |       |
| 11.     | Ołena Chłusowycz   | Ukraina           | 13,05     | X         | 11,89     | 13,05         |       |

Grupa B
| Miejsce | Zawodniczka        | Państwo           | Podejście | Podejście | Podejście | Wynik końcowy | Uwagi |
| Miejsce | Zawodniczka        | Państwo           | #1        | #2        | #3        | Wynik końcowy | Uwagi |
| ------- | ------------------ | ----------------- | --------- | --------- | --------- | ------------- | ----- |
| 1.      | Rodica Mateescu    | Rumunia           | 14,60     |           |           | 14,60         |       |
| 2.      | Šárka Kašpárková   | Czechy            | 13,37     | 14,37     |           | 14,37         |       |
| 3.      | Petra Lobinger     | Niemcy            | 13,79     | 13,61     | 14,28     | 14,28         | NR    |
| 4.      | Ren Ruiping        | Chiny             | 13,98     |           |           | 13,98         |       |
| 5.      | Natalia Kajukowa   | Rosja             | 13,72     | 13,86     |           | 13,86         |       |
| 6.      | Ołena Howorowa     | Ukraina           | 13,80     |           |           | 13,80         |       |
| 7.      | Betty Lise         | Francja           | 13,79     | 13,33     | X         | 13,79         |       |
| 8.      | Anja Valant        | Słowenia          | X         | 13,36     | 13,14     | 13,36         |       |
| 9.      | Concepción Paredes | Hiszpania         | 13,10     | 13,26     | X         | 13,26         |       |
| 10.     | Maria de Souza     | Brazylia          | 12,43     | 12,45     | X         | 12,45         |       |
| 11.     | Telisa Young       | Stany Zjednoczone | 12,36     | X         | X         | 12,36         |       |

### Finał
Źródło: 
| Miejsce | Zawodniczka      | Państwo         | Podejście | Podejście | Podejście | Podejście | Podejście | Podejście | Wynik końcowy | Uwagi |
| Miejsce | Zawodniczka      | Państwo         | #1        | #2        | #3        | #4        | #5        | #6        | Wynik końcowy | Uwagi |
| ------- | ---------------- | --------------- | --------- | --------- | --------- | --------- | --------- | --------- | ------------- | ----- |
| 01 !    | Inna Lasowska    | Rosja           | 14,60     | 14,72     | 15,01     | X         | 14,94     | 14,59     | 15,01         | WL    |
| 02 !    | Ashia Hansen     | Wielka Brytania | 14,70     | X         | X         | 14,48     | 14,56     | X         | 14,70         | NR    |
| 03 !    | Šárka Kašpárková | Czechy          | 14,45     | 14,62     | X         | X         | X         | 14,66     | 14,66         | NR    |
| 4.      | Rodica Mateescu  | Rumunia         | 14,63     | 14,48     | 14,65     | X         | 14,37     | 14,62     | 14,65         |       |
| 5.      | Petra Lobinger   | Niemcy          | 13,46     | 14,36     | 13,67     | 14,00     | X         | X         | 14,36         | NR    |
| 6.      | Yamilé Aldama    | Kuba            | X         | 13,87     | 14,28     | 13,81     | 14,03     | 13,50     | 14,28         | AR    |
| 7.      | Ołena Howorowa   | Ukraina         | 13,62     | 13,93     | 14,13     | X         | 13,75     | 13,40     | 14,13         |       |
| 8.      | Tereza Marinowa  | Bułgaria        | 14,00     | X         | 13,77     | X         | 13,56     | 13,85     | 14,00         | PB    |
| 9.      | Betty Lise       | Francja         | 13,39     | 13,94     | 13,96     | NQ        | NQ        | NQ        | 13,96         | NR    |
| 10.     | Cristina Nicolau | Rumunia         | 13,94     | 13,90     | 13,83     | NQ        | NQ        | NQ        | 13,94         |       |
| 11.     | Ren Ruiping      | Chiny           | X         | 13,85     | 13,83     | NQ        | NQ        | NQ        | 13,85         |       |
| 12.     | Natalia Kajukowa | Rosja           | X         | 13,58     | X         | NQ        | NQ        | NQ        | 13,58         |       |